# 八幡一郎
八幡 一郎（やわた いちろう、1902年4月14日 - 1987年10月26日）は、日本の考古学者。
専攻は縄文時代、民具の研究。

## 経歴
長野県諏訪郡平野村（現・岡谷市）に生まれる。旧制諏訪中学（長野県諏訪清陵高等学校）時代に鳥居龍蔵に随行して長野県諏訪地方の考古学調査に同行、その後、東京帝国大学（現・東京大学）理学部人類学科にて同じく鳥居に人類学を学ぶ。1924年東京帝大選科修了、同副手。各地の考古学調査に参加し、1931年に東大人類学教室助手。1934年（昭和9年）に日本民族学会創立、発起人となる。後同科講師、東京国立博物館学芸部考古課長、1962年東京教育大学教授、1966年上智大学教授を歴任し、中国やミクロネシアでも考古学調査を実施した。

## 主要業績
- 「土器・石器」（古今書院　1930）
- 「日本石器時代文化」（鎌倉書房　1947）
- 「日本史の黎明」（有斐閣　1953）
- 「日本文化のあけぼの」（日本歴史叢書　吉川弘文館　1968）
- 「年譜・著作目録」（上智史学18号　1973）

## 主要論文
- 『南佐久郡の考古学調査』1928年
- 『北佐久郡の考古学的調査』 1934年
- 『日本石器時代文化』1947年
- 日本の乳棒石斧(「人雑」53の5)昭和13年,槇山次郎「中部地方」(「日本地方地質誌」)昭和25年
- 越後中魚沼郡芋坂の土器概報(「人雑」51)
- 八幡一郎、「貝殼を押捺した土器片」 『人類學雜誌』 1924年 39巻 7-9号 p.285-287, doi:10.1537/ase1911.39.285, 日本人類学会
- 八幡一郎、「磨製石斧の石質に就いて」 『人類學雜誌』 1931年 46巻 5号 p.198-200, doi:10.1537/ase1911.46.198, 日本人類学会
- 八幡一郎、「先史考古學に於ける分類」 『人類學雜誌』 1931年 46巻 9号 p.330-332, doi:10.1537/ase1911.46.330, 日本人類学会
- 石刀の分布 人類学雑誌 Vol.48 (1933) No.4
- 八幡一郎、「越後に於ける繊維土器」 『人類學雜誌』 1937年 52巻 1号 p.20-26, doi:10.1537/ase1911.52.20, 日本人類学会
- 八幡一郎、「満蘇國境珠爾干附近發見の遺物追加」 『人類學雜誌』 1939年 54巻 10号 p.464-466, doi:10.1537/ase1911.54.464, 日本人類学会
- 八幡一郎、「マリアナ北部諸島の遺跡遺物」 『人類學雜誌』 1940年 55巻 6号 p.257-262, doi:10.1537/ase1911.55.257, 日本人類学会
- 八幡一郎、「南洋群島の笋貝製圓鑿」 『人類學雜誌』 1941年 56巻 5号 p.292-294, doi:10.1537/ase1911.56.292, 日本人類学会
- 八幡一郎、「下野國那須郡石林の發見物」 『人類學雜誌』 1941年 56巻 9号 p.479-484, doi:10.1537/ase1911.56.479, 日本人類学会
- 八幡一郎、「パラウ島の貝製尖斧」 『人類學雜誌』 1941年 57巻 1号 p.35-38, doi:10.1537/ase1911.57.35, 日本人類学会
- 八幡一郎、「北海道の石冠類」 『人類學雜誌』 1942年 57巻 4号 p.177-180, doi:10.1537/ase1911.57.177, 日本人類学会
- 八幡一郎、「北海道の石冠類追補」 『人類學雜誌』 1942年 57巻 6号 p.266-269, doi:10.1537/ase1911.57.266, 日本人類学会
- 八幡一郎、「ボルネオの石斧」 『人類學雜誌』 1943年 58巻 2号 p.71-73, doi:10.1537/ase1911.58.71, 日本人類学会
- 八幡一郎、「マリアナ石柱列遺構の特殊型式」 『人類學雜誌』 1944年 59巻 11号 p.418-424, doi:10.1537/ase1911.59.418, 日本人類学会
- 『越後古代文化研究の盲点』 越佐研究 (1), 1-5, 1952-05, NAID 40000254461, 新潟県人文研究会
- 八幡一郎、「土器表面の新検査法」 『人類學雜誌』 1959年 67巻 1号 p.46-47, doi:10.1537/ase1911.67.46, 日本人類学会
- 八幡一郎、「東南アジアの犂(第二回研究大会)(第二回研究大会(1963)報告要旨, 日本民族学協会第一回研究大会(1962))」 『民族學研究』 1964年 29巻 1号 p.76- , NAID 110001838752, doi:10.14890/minkennewseries.29.1_76_1, 日本民族学会（現・日本文化人類学会）
- 八幡一郎、「日本稲作起源論の意義」 『上智史學』 1967年10月 12号 p.20-23, NAID 40001810029, 上智大学史学会
- 八幡一郎、「『朝鮮半島の古代紡錘車資料』 朝鮮学報 (49), 435-456, 1968-10, NAID 40002433231

## 共著
- 八幡一郎, 矢島榮一、「相模國中郡寺山の敷石遺跡」 『人類學雜誌』 1935年 50巻 12号 p.461-471_1, doi:10.1537/ase1911.50.461, 日本人類学会
- 浅井恵倫, 河辺利夫, 松本信広, 八幡一郎 ほか、「東南アジア稻作民族文化綜合調査 : 座談会(その1)」 『季刊民族學研究』 1959年 22巻 3-4号 p.245-268, doi:10.14890/minkennewseries.22.3-4_245, 日本民族学会（現・日本文化人類学会）